# Cyanosesia ormosiae
Cyanosesia ormosiae is een vlinder uit de familie wespvlinders (Sesiidae), onderfamilie Sesiinae.
Cyanosesia ormosiae is voor het eerst wetenschappelijk beschreven door Kallies in 2011. De soort komt voor in het Oriëntaals gebied.